# Bavorov
Bavorov (în germană Barau) este o comună și un oraș din districtul Strakonice din Regiunea Boemia de Sud a Republicii Cehe. Are o populație de aproximativ 1.600 de locuitori. Centrul istoric al orașului (Piața Míru) este bine conservat și este protejat prin lege ca zonă de monument urban.
Principalul obiectiv turistic al orașului Bavorov este Biserica Adormirea Maicii Domnului, una dintre cele mai importante clădiri gotice din Regiunea Boemia de Sud, construită în anii 1360–1384.

## Diviziuni administrative
Bavorov este format din șase diviziuni administrative (în paranteze populația conform recensământului din 2021):
- Bavorov (1.296)
- Blanice (13)
- Čichtice (128)
- Svinětice (104)
- Tourov (41)
- Útěšov (32)

## Geografie
Bavorov se află la aproximativ 19 kilometri (12 mi) sud-est de Strakonice și la 32 kilometri (20 mi) nord-vest de České Budějovice. Se află la poalele Munților Pădurea Boemiei. Cel mai înalt punct al comunei este dealul Svobodná hora aflat la 640 metri (2.100 ft) deasupra nivelului mării, situat la limita de est a comunei. Râul Blanice curge prin comuna. În comună au fost amenajate mai multe bazine piscicole; cele mai mari sunt Rozboud, Bašta și Hluboký.

## Istorie
Prima mențiune scrisă despre Bavorov datează din anul 1228. Orașul a fost numit după fondatorii săi, familia nobilă de Bavor din Strakonice (Bavorové ze Strakonic). Cel mai important membru al familiei pentru oraș a fost Ioan Bavor al III-lea, care s-a stabilit în Bavorov în 1315 și care a poruncit să se construiască piața și străzile din jur.
În 1351, familia Rosenberg a cumpărat Bavorov. A devenit reședința moșiei până în 1355, când a fost construit Castelul Helfenburk⁠(d). Familia Rosenberg a deținut orașul până în 1593, când Peter Vok din Rosenberg a vândut toată moșia Helfenburk celor din Prachatice. După Bătălia de la Muntele Alb, proprietățile celor din Prachatice au fost confiscate, iar în 1621 camera regală a donat Bavorov familiei Eggenberg. În 1719, Casa de Schwarzenberg a moștenit orașul.

## Economie

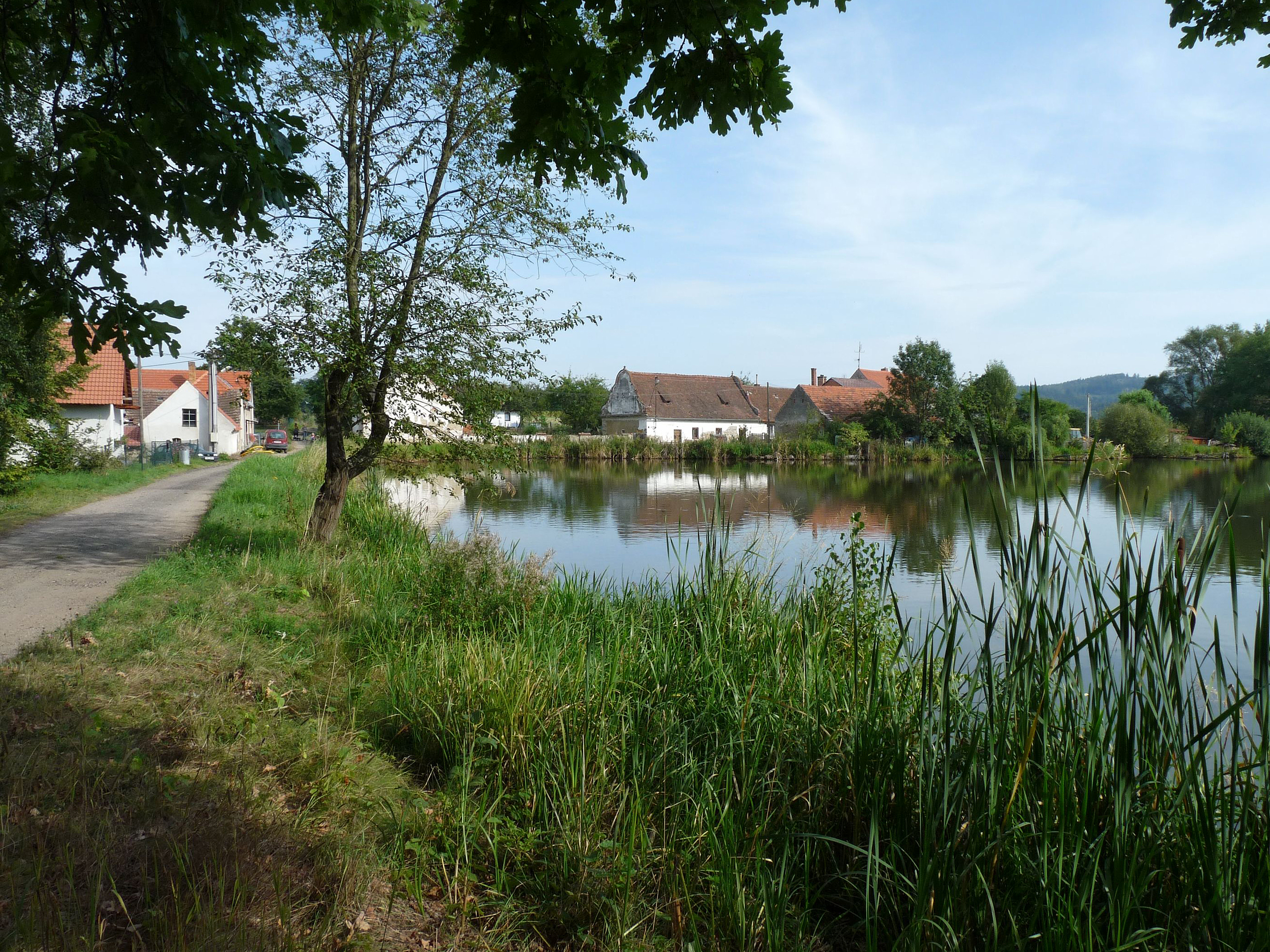
Iazul Bašta din Čichtice

Orașul este cunoscut în principal pentru producția de căpșuni, care a început aici din 1991.

## Transporturi
Bavorov se află pe linia de cale ferată Číčenice⁠(d) – Stožec⁠(d) -Nové Údolí. Există două gări: Bavorov și Svinětice . A treia gară care deservește comuna, Blanice, se află dincolo de granițele comunei.

## Obiective turistice

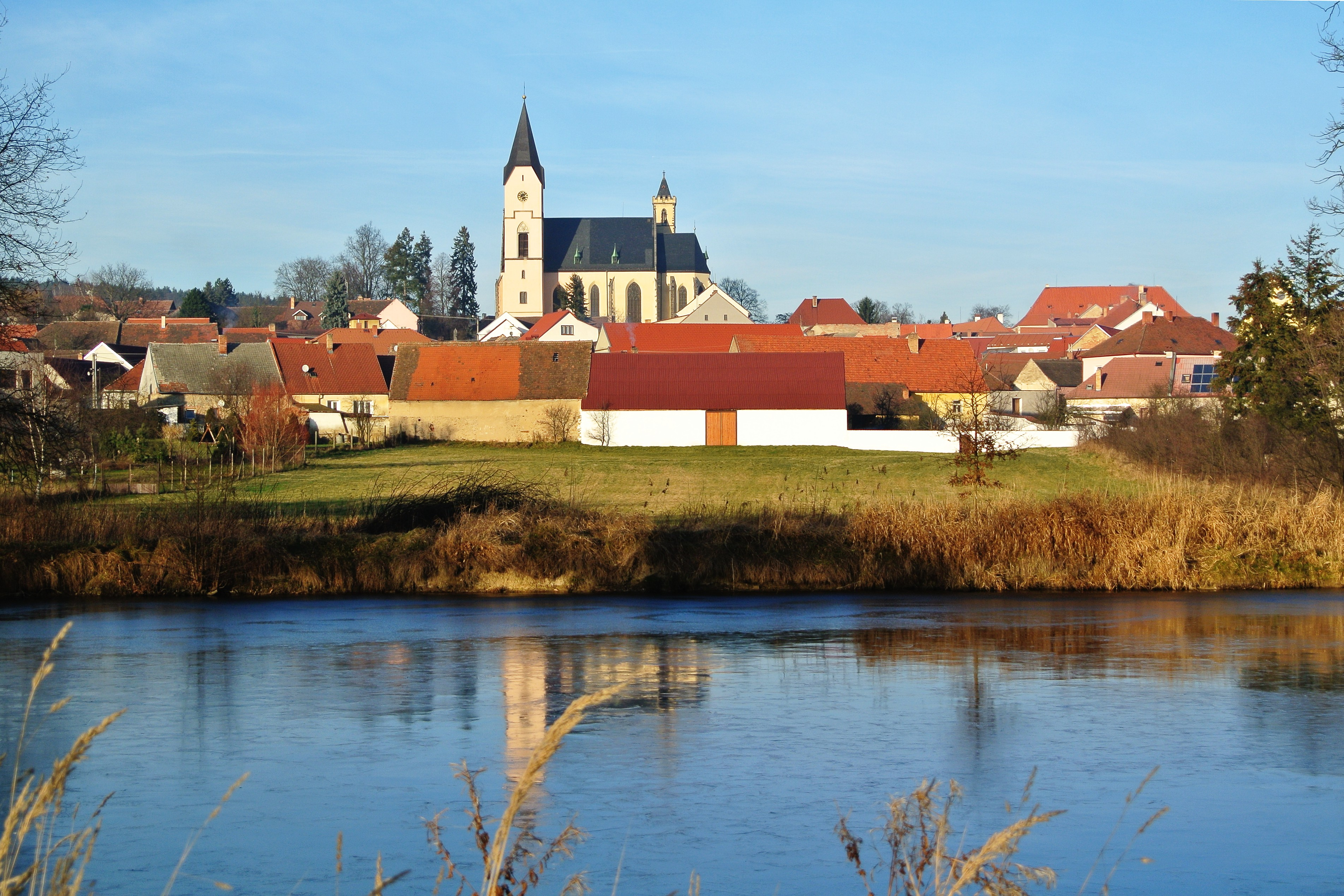
Vedere spre Bavorov dinspre iazul Kotlík

Cea mai valoroasă clădire din Bavorov este Biserica Adormirea Maicii Domnului. Este una dintre cele mai importante clădiri gotice din Regiunea Boemia de Sud. Biserica a fost construită în anii 1360–1384 și a înlocuit o biserică mai veche, care se afla acolo cel târziu în 1350.
Centrul istoric al orașului Bavorov este Piața Míru, care are forma unui pătrat obișnuit tipic pentru Regiunea Boemiei de Sud. Fostul conac, numit local „Castelul”, este o clădire în stil baroc care domină piața. În centrul pieței se află o fântână construită în 1742.
Lumi Mici este un muzeu de case de păpuși, modele și alte jucării minuscule. Este deschis în timpul lunilor de vară și la diverse evenimente speciale.
Cel mai valoros monument tehnic al comunei este o moară de apă cu o centrală hidroelectrică unică. Moara a fost construită în prima jumătate a secolului al XIX-lea, iar centrala electrică în anii 1930.

## Persoane notabile
- Jindřich Veselý⁠(d) (1885–1939), istoric al păpușilor și fondator al UNIMA (Union Internationale de la Marionnette).[12]

## Galerie de imagini

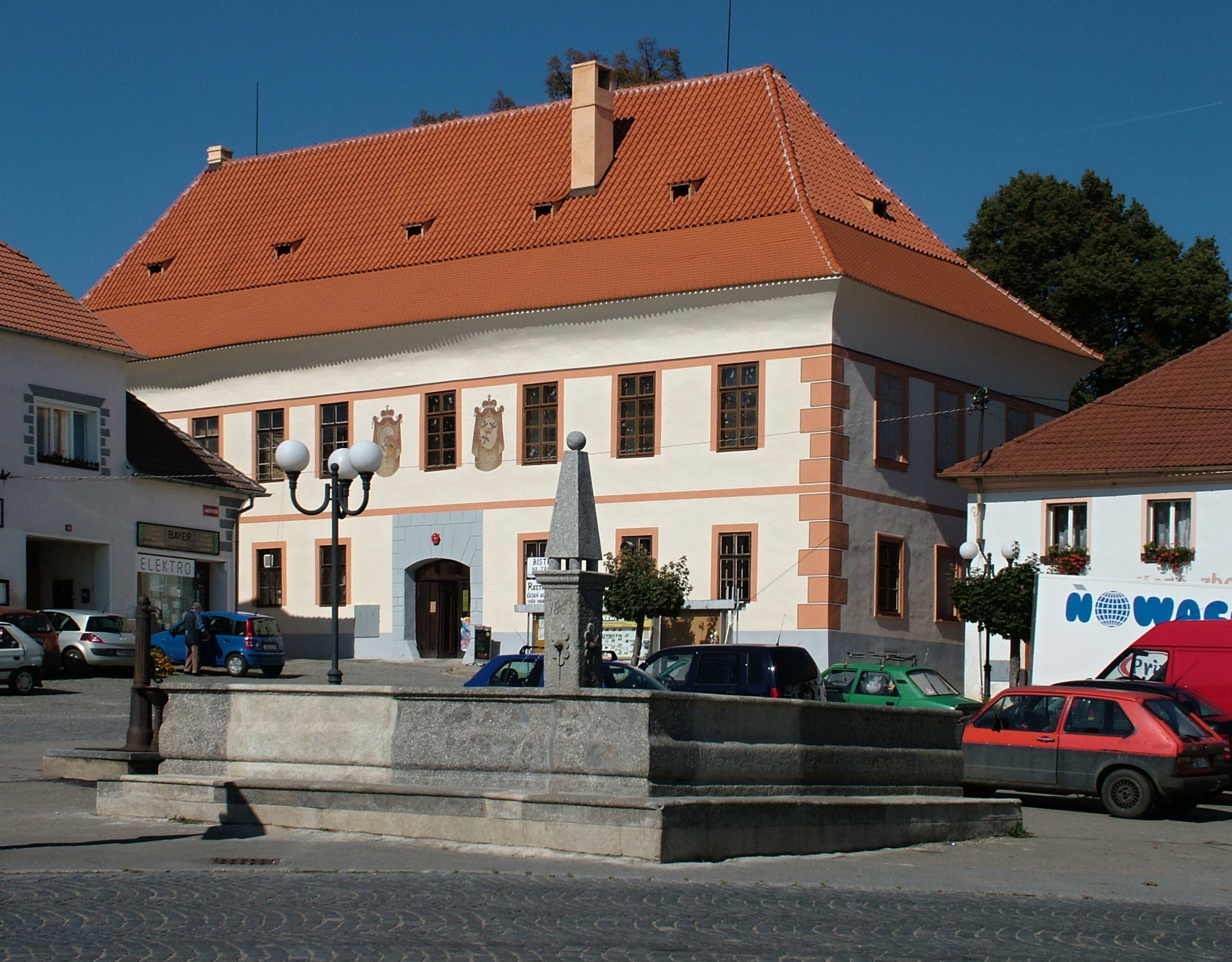
Piața orașului cu conacul și cu fântâna
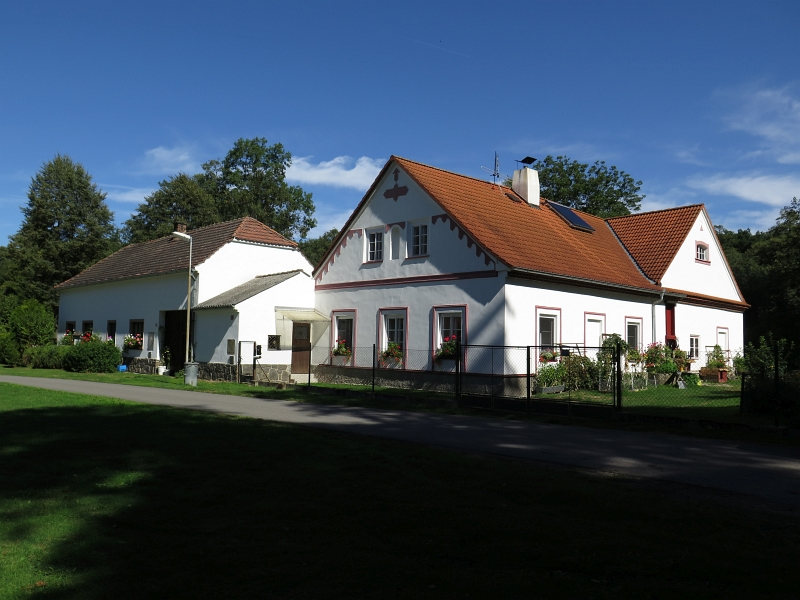
Moara de apă și centrala electrică
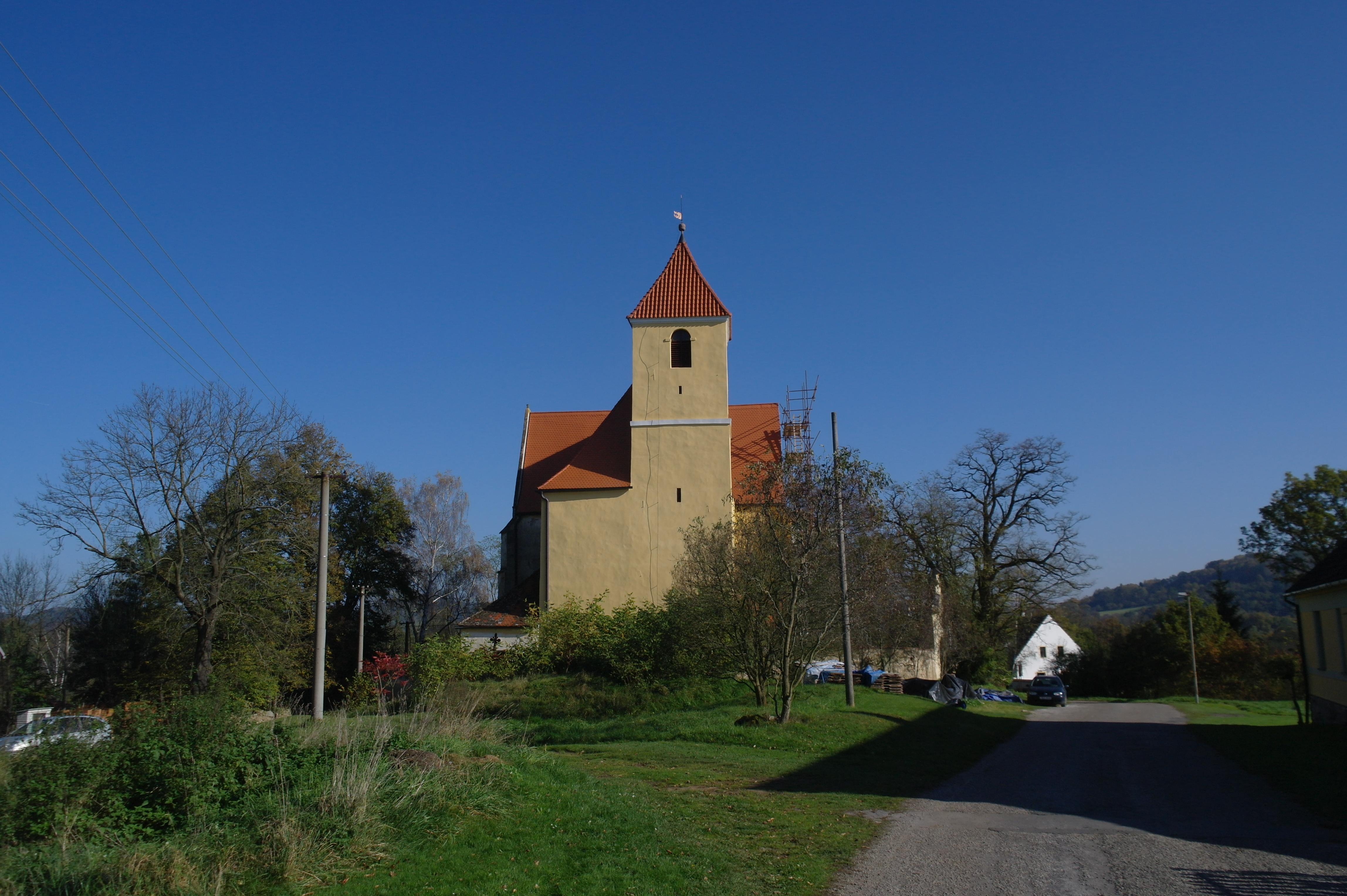
Biserica Sfântul Egidiu din Blanice
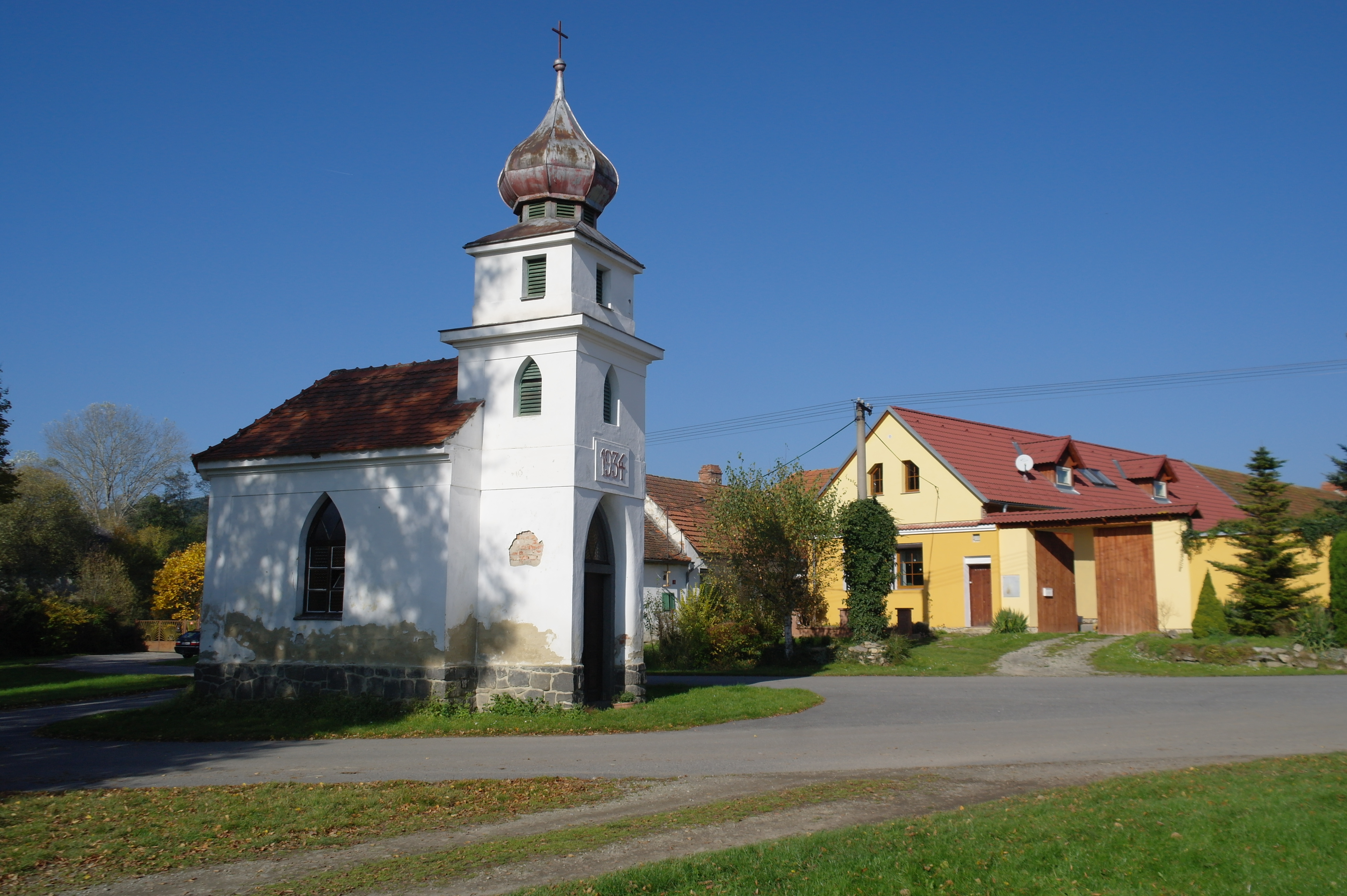
Capela din Svinětice
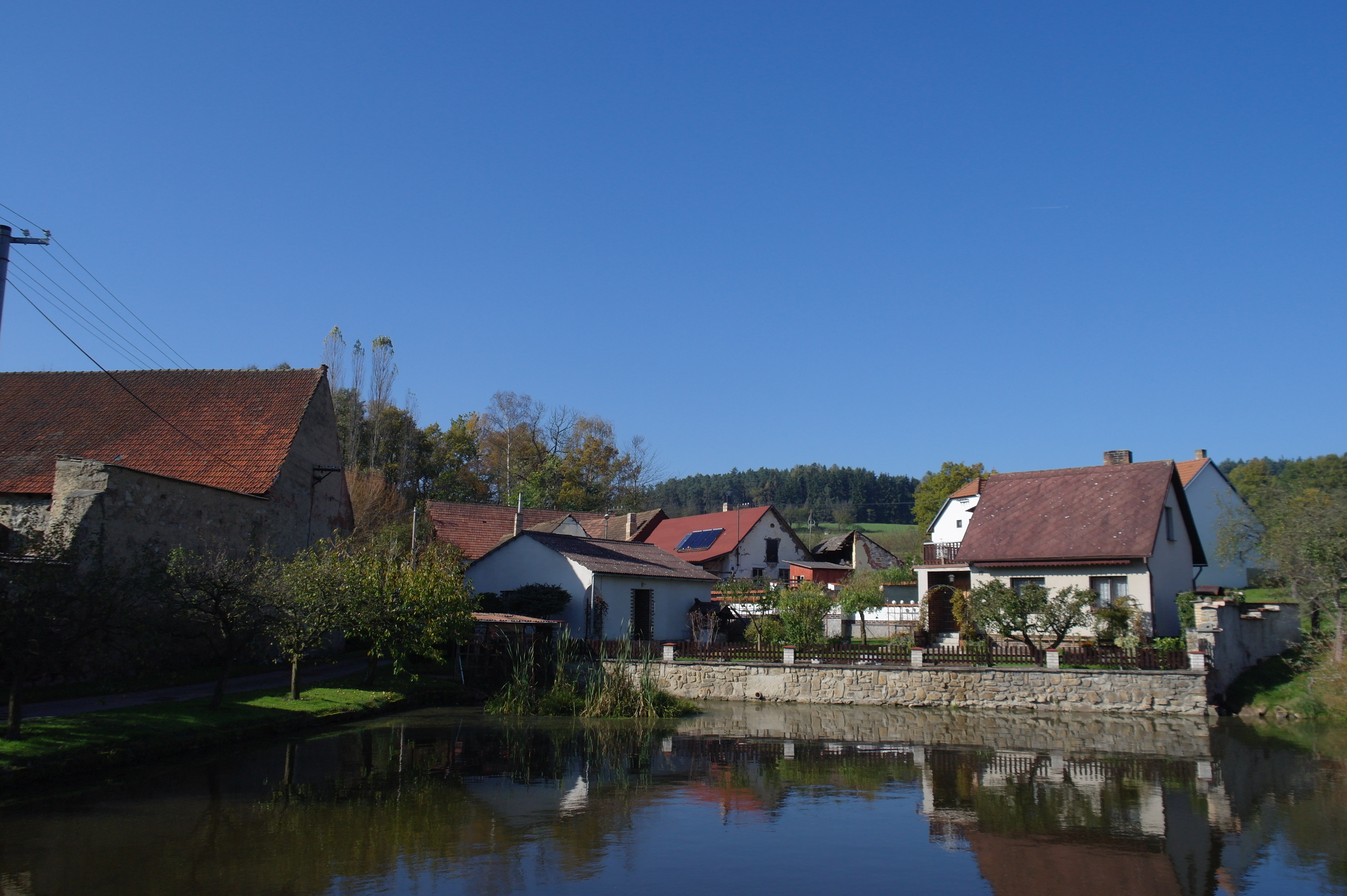
Un iaz în centrul Tourovului
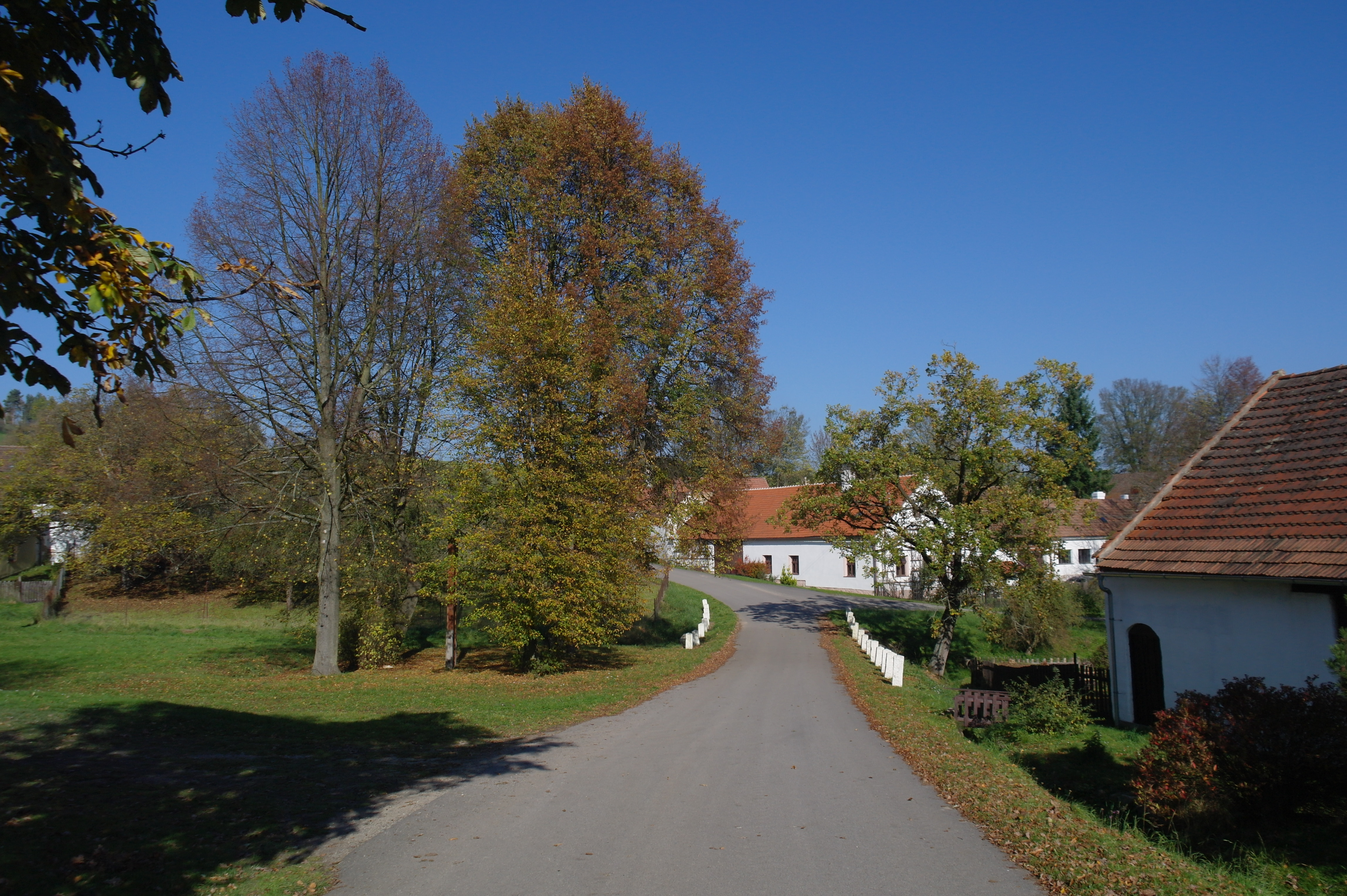
Útěšov